# Ormosia notmani
Ormosia notmani là một loài ruồi trong họ Limoniidae. Chúng phân bố ở miền Tân bắc.